# Festina lente
Festina lente! (букв. превод: Бързай бавно!) е популярен латински израз, с който се отъждествява начина на покоряването на античния средиземноморски свят от Рим и съграждането на Римската империя.